# Latin American Perspectives
Latin American Perspectives, A Journal on Capitalism and Socialism, es una revista científica arbitrada que publica artículos en el campo de los estudios latinoamericanos. Fue fundada en 1974 y actualmente es publicada por SAGE Publications en asociación con Latin American Perspectives. El redactor jefe de la revista es Ronald Chilcote (Universidad de California). 
Latin American Perspectives se encuentra indexada en Scopus y en el Social Sciences Citation Index. Según Journal Citation Reports, su factor de impacto de 2010 fue de 0.320, con lo cual se encuentra en el puesto 108 de las 141 revistas en la categoría «ciencia política» y 34 de las 60 revistas en la categoría «estudios de área».